# Jori Mørkve
Jori Mørkve (Voss, 29 de diciembre de 1980) es una deportista noruega que compitió en biatlón. Ganó dos medallas de bronce en el Campeonato Mundial de Biatlón de 2007, en las pruebas de relevo femenino y relevo mixto.

## Palmarés internacional
| Campeonato Mundial | Campeonato Mundial  | Campeonato Mundial | Campeonato Mundial |
| Año                | Lugar               | Medalla            | Prueba             |
| ------------------ | ------------------- | ------------------ | ------------------ |
| 2007               | Anterselva (Italia) | Medalla de bronce  | Relevos            |
| 2007               | Anterselva (Italia) | Medalla de bronce  | Relevo mixto       |